# Xã Polk, Quận Monroe, Indiana
Xã Polk (tiếng Anh: Polk Township) là một xã thuộc quận Monroe, tiểu bang Indiana, Hoa Kỳ. Năm 2010, dân số của xã này là 360 người.